# Nordita
Nordita (Nordic Institute for Theoretical Physics) er et fælles nordisk institut for teoretisk fysik. 
Instituttet blev grundlagt i 1957 under navnet Nordic Institute for Theoretical Atomic Physics efter initiativ fra Niels Bohr og Torsten Gustafsson. Det støttes af Nordisk Ministerråd. Oprindeligt var Nordita et institut under Københavns Universitet, men siden 2006 har det været beliggende i Stockholm, hvor det i dag både hører under Stockholms Universitet og Kungliga Tekniska Högskolan.